# Élections cantonales de 1913 en Ille-et-Vilaine
Les élections cantonales françaises de 1913 ont eu lieu les 3 et 10 aout 1913.

## Assemblée départementale sortante
| Parti                        | Sigle   | Élus |
| ---------------------------- | ------- | ---- |
| Gauche (25 sièges)           |         |      |
| Républicain de Gauche        | Rép.G   | 15   |
| Radical                      | Rad.    | 9    |
| Progressiste                 | Prog.G  | 1    |
| Droite (18 sièges)           |         |      |
| Conservateur                 | Monar.  | 15   |
| Républicain libéral          | Rép.lib | 3    |
| Président du conseil général |         |      |
| René Brice (Progressiste)    |         |      |

## Assemblée départementale élue
| Parti                        | Sigle   | Élus  |
| ---------------------------- | ------- | ----- |
| Gauche (25 sièges)           |         |       |
| Républicain de Gauche        | Rép.G   | 14 ↓1 |
| Radical                      | Rad.    | 10 ↑1 |
| Progressiste                 | Prog.G  | 1     |
| Droite (18 sièges)           |         |       |
| Conservateur                 | Monar.  | 15    |
| Républicain libéral          | Rép.lib | 3     |
| Président du conseil général |         |       |
| René Brice (Progressiste)    |         |       |

## Résultats pour le conseil général

### Arrondissement de Rennes

#### Canton de Rennes-Nord-Est
|          | Louis Deschamps * | Radical  | 2 963 | 87,39 |  |  |
|          |                   |          |       |       |  |  |
| Inscrits | Inscrits          | Inscrits | 6 800 |       |  |  |
| Votants  | Votants           | Votants  | 3 276 | 48,18 |  |  |
| Exprimés | Exprimés          | Exprimés | 3 014 | 92,00 |  |  |

*sortant

#### Canton de Rennes-Sud-Est
|          | René Le Hérissé * | Radical         | 2 036 | 62,90 |  |  |
|          | Honoré Commeurec  | SFIO            | 606   | 18,72 |  |  |
|          | Mr Hari           | Action libérale | 551   | 17,02 |  |  |
|          |                   |                 |       |       |  |  |
| Inscrits | Inscrits          | Inscrits        | 6 022 |       |  |  |
| Votants  | Votants           | Votants         | 2 571 | 42,69 |  |  |
| Exprimés | Exprimés          | Exprimés        | 2 348 | 91,33 |  |  |

*sortant

#### Canton de Chateaugiron
|          | Pierre Barbot * | Républicain de gauche (ex Progressiste) | 1 356 | 68,76 |  |  |
|          | Pierre Marchand | Action libérale                         | 609   | 30,88 |  |  |
|          |                 |                                         |       |       |  |  |
| Inscrits | Inscrits        | Inscrits                                | 2 420 |       |  |  |
| Votants  | Votants         | Votants                                 | 1 991 | 82,27 |  |  |
| Exprimés | Exprimés        | Exprimés                                | 1 972 | 99,05 |  |  |

*sortant

#### Canton de Janzé
|          | André de Villoutreys * | Action libérale | 2 046 | 92,20 |  |  |
|          |                        |                 |       |       |  |  |
| Inscrits | Inscrits               | Inscrits        | 3 274 |       |  |  |
| Votants  | Votants                | Votants         | 2 219 | 67,78 |  |  |
| Exprimés | Exprimés               | Exprimés        | 2 111 | 95,13 |  |  |

*sortant

#### Canton de Mordelles
|          | Paul de Farcy * | Conservateur    | 1 217 | 90,55 |  |  |
|          | Charles Stourm  | Action libérale | 93    | 6,92  |  |  |
|          |                 |                 |       |       |  |  |
| Inscrits | Inscrits        | Inscrits        | 1 899 |       |  |  |
| Votants  | Votants         | Votants         | 1 344 | 70,78 |  |  |
| Exprimés | Exprimés        | Exprimés        | 1 326 | 98,66 |  |  |

*sortant

### Arrondissement de Saint-Malo

#### Canton de Saint-Malo
Charles Jouanjan (Républicain de gauche) élu depuis 1900 ne se représente pas.
|          | Alphonse Gasnier-Duparc | Radical-socialiste    | 1 788 | 65,66 |  |  |
|          | Mr Le Normand           | Républicain de gauche | 779   | 28,61 |  |  |
|          |                         |                       |       |       |  |  |
| Inscrits | Inscrits                | Inscrits              | 4 446 |       |  |  |
| Votants  | Votants                 | Votants               | 2 747 | 61,79 |  |  |
| Exprimés | Exprimés                | Exprimés              | 2 723 | 99,13 |  |  |

*sortant

#### Canton de Châteauneuf-d'Ille-et-Vilaine
|          | Pierre Lainé * | Républicain de gauche | 1 666 | 95,42 |  |  |
|          |                |                       |       |       |  |  |
| Inscrits | Inscrits       | Inscrits              | 3 022 |       |  |  |
| Votants  | Votants        | Votants               | 1 746 | 57,78 |  |  |
| Exprimés | Exprimés       | Exprimés              | 1 683 | 96,39 |  |  |

*sortant

#### Canton de Dinard
Louis Lhôtellier (fils) (Radical) élu depuis 1901 ne se représente pas.
|          | Paul Crolard | Radical-socialiste | 2 035 | 93,78 |  |  |
|          |              |                    |       |       |  |  |
| Inscrits | Inscrits     | Inscrits           | 4 382 |       |  |  |
| Votants  | Votants      | Votants            | 2 170 | 49,52 |  |  |
| Exprimés | Exprimés     | Exprimés           | 2 088 | 96,22 |  |  |

*sortant

#### Canton de Dol-de-Bretagne
|          | Pierre Flaux * | Républicain de gauche | 2 398 | 93,27 |  |  |
|          |                |                       |       |       |  |  |
| Inscrits | Inscrits       | Inscrits              | 4 295 |       |  |  |
| Votants  | Votants        | Votants               | 2 571 | 59,86 |  |  |
| Exprimés | Exprimés       | Exprimés              | 2 517 | 97,90 |  |  |

*sortant

#### Canton de Tinténiac
|          | Joseph Durand * | Républicain de gauche/Radical | 1 716 | 83,06 |  |  |
|          |                 |                               |       |       |  |  |
| Inscrits | Inscrits        | Inscrits                      | 3 008 |       |  |  |
| Votants  | Votants         | Votants                       | 2 066 | 68,68 |  |  |
| Exprimés | Exprimés        | Exprimés                      | 1 926 | 93,22 |  |  |

*sortant

### Arrondissement de Fougères

#### Canton de Fougères-Nord
|          | Georges Le Pannetier de Roissay * | Conservateur | 2 773 | 89,51 |  |  |
|          |                                   |              |       |       |  |  |
| Inscrits | Inscrits                          | Inscrits     | 5 884 |       |  |  |
| Votants  | Votants                           | Votants      | 3 098 | 52,65 |  |  |
| Exprimés | Exprimés                          | Exprimés     | 2 890 | 93,29 |  |  |

*sortant

#### Canton d'Antrain
|          | Émile Ferron * | Radical  | 2 591 | 85,34 |  |  |
|          |                |          |       |       |  |  |
| Inscrits | Inscrits       | Inscrits | 4 224 |       |  |  |
| Votants  | Votants        | Votants  | 3 036 | 71,88 |  |  |
| Exprimés | Exprimés       | Exprimés | 2 676 | 88,14 |  |  |

*sortant

#### Canton de Saint-Aubin-du-Cormier
Jean-Baptiste Divel (Républicain de gauche) élu depuis 1883 est mort en 1909. 
Pierre Meigné (Radical) a été élu lors de la partielle quià suivie.
|          | Pierre Meigné * | Radical  | 1 748 | 91,09 |  |  |
|          |                 |          |       |       |  |  |
| Inscrits | Inscrits        | Inscrits | 2 684 |       |  |  |
| Votants  | Votants         | Votants  | 1 919 | 71,50 |  |  |
| Exprimés | Exprimés        | Exprimés | 1 802 | 93,90 |  |  |

*sortant

### Arrondissement de Vitré

#### Canton de Vitré-Est
Ivan Hay des Nétumières (Conservateur) élu depuis 1871 ne se représente pas.
|          | Henri Le Templier | Conservateur (*) | 2 277 | 91,48 |  |  |
|          |                   |                  |       |       |  |  |
| Inscrits | Inscrits          | Inscrits         | 3 687 |       |  |  |
| Votants  | Votants           | Votants          | 2 489 | 67,51 |  |  |
| Exprimés | Exprimés          | Exprimés         | 2 317 | 93,09 |  |  |

*sortant

#### Canton d'Argentré-du-Plessis
|          | Paul de Legge de Kerléan * | Conservateur | 2 221 | 91,06 |  |  |
|          |                            |              |       |       |  |  |
| Inscrits | Inscrits                   | Inscrits     | 3 235 |       |  |  |
| Votants  | Votants                    | Votants      | 2 439 | 75,39 |  |  |
| Exprimés | Exprimés                   | Exprimés     | 2 221 | 91,06 |  |  |

*sortant

#### Canton de La Guerche-de-Bretagne
|          | Fernand Després * | Conservateur | 2 242 | 86,40 |  |  |
|          |                   |              |       |       |  |  |
| Inscrits | Inscrits          | Inscrits     | 3 778 |       |  |  |
| Votants  | Votants           | Votants      | 2 595 | 68,69 |  |  |
| Exprimés | Exprimés          | Exprimés     | 2 317 | 89,29 |  |  |

*sortant

### Arrondissement de Redon

#### Canton de Redon
|          | Maurice de Poulpiquet du Halgouët * | Conservateur | 2 581 | 88,27 |  |  |
|          |                                     |              |       |       |  |  |
| Inscrits | Inscrits                            | Inscrits     | 5 005 |       |  |  |
| Votants  | Votants                             | Votants      | 2 924 | 58,42 |  |  |
| Exprimés | Exprimés                            | Exprimés     | 2 643 | 90,49 |  |  |

*sortant

#### Canton de Guichen
|          | Georges Leroux *            | Radical (ex Républicain de gauche) | 1 824 | 53,85 |  |  |
|          | Maurice Huchet de Quénétain | Conservateur                       | 1 561 | 46,09 |  |  |
|          |                             |                                    |       |       |  |  |
| Inscrits | Inscrits                    | Inscrits                           | 4 181 |       |  |  |
| Votants  | Votants                     | Votants                            | 3 409 | 81,54 |  |  |
| Exprimés | Exprimés                    | Exprimés                           | 3 387 | 99,36 |  |  |

*sortant

#### Canton de Maure-de-Bretagne
François Barbotin (Conservateur) élu depuis 1900 ne se représente pas.
|          | Camille Lagrée  | Conservateur (*)      | 1 222 | 50,39 |  |  |
|          | René de Penquer | Républicain de gauche | 1 203 | 49,61 |  |  |
|          |                 |                       |       |       |  |  |
| Inscrits | Inscrits        | Inscrits              | 2 955 |       |  |  |
| Votants  | Votants         | Votants               | 2 463 | 83,35 |  |  |
| Exprimés | Exprimés        | Exprimés              | 2 425 | 98,46 |  |  |

*sortant

### Arrondissement de Montfort

#### Canton de Montfort-sur-Meu
|          | Émile Beauchef * | Républicain de gauche | 2 645 | 86,67 |  |  |
|          |                  |                       |       |       |  |  |
| Inscrits | Inscrits         | Inscrits              | 3 996 |       |  |  |
| Votants  | Votants          | Votants               | 3 052 | 76,37 |  |  |
| Exprimés | Exprimés         | Exprimés              | 2 819 | 92,37 |  |  |

*sortant

#### Canton de Montauban-de-Bretagne
Joseph Carillet n'est pas candidat.
|          | Charles de Bothorel * | Conservateur | 1 549 | 80,38 |  |  |
|          | Joseph Carillet       | Progressiste | 194   | 10,75 |  |  |
|          |                       |              |       |       |  |  |
| Inscrits | Inscrits              | Inscrits     | 2 556 |       |  |  |
| Votants  | Votants               | Votants      | 1 927 | 75,39 |  |  |
| Exprimés | Exprimés              | Exprimés     | 1 804 | 93,62 |  |  |

*sortant

#### Canton de Saint-Méen-le-Grand
|          | Léonard Drouet de Montgermont * | Conservateur          | 1 614 | 55,52 |  |  |
|          | Jules de Tersannes              | Républicain de gauche | 1 292 | 44,44 |  |  |
|          |                                 |                       |       |       |  |  |
| Inscrits | Inscrits                        | Inscrits              | 3 417 |       |  |  |
| Votants  | Votants                         | Votants               | 2 925 | 85,60 |  |  |
| Exprimés | Exprimés                        | Exprimés              | 2 907 | 99,39 |  |  |

*sortant

## Résultats pour les conseils d'arrondissements

### Arrondissement de Rennes

#### Canton de Rennes-Nord-Ouest
- Conseiller sortant : Charles Laurent (Radical-socialiste) élu depuis 1907 ne se représente pas.

|          | Jean-Baptiste Gautier | Progressiste       | 1 659 | 59,57 |  |  |  |
|          | Charles Bollotte      | Radical-socialiste | 1 046 | 37,56 |  |  |  |
|          |                       |                    |       |       |  |  |  |
| Inscrits | Inscrits              | Inscrits           | 6 275 |       |  |  |  |
| Votants  | Votants               | Votants            | 2 863 | 45,63 |  |  |  |
| Exprimés | Exprimés              | Exprimés           | 2 785 | 97,28 |  |  |  |

*sortant

#### Canton de Rennes-Sud-Ouest
- Conseiller sortant : Léonce Bousquet (Radical), élu depuis 1900.

|          | Léonce Bousquet * | Radical      | 1 840 | 58,79 |  |  |  |
|          | Joseph Guilloret  | Progressiste | 1 195 | 38,18 |  |  |  |
|          |                   |              |       |       |  |  |  |
| Inscrits | Inscrits          | Inscrits     | 5 429 |       |  |  |  |
| Votants  | Votants           | Votants      | 3 179 | 58,43 |  |  |  |
| Exprimés | Exprimés          | Exprimés     | 3 130 | 98,46 |  |  |  |

*sortant

#### Canton de Hédé
- Conseiller sortant : François Legendre (Radical), élu depuis 1912.

- François Michel (Radical), élu depuis 1880 décède en fin d'année 1911. Le 14 janvier 1912, lors de la partielle pour le remplacer, François Legendre (Radical) est élu.

|          | François Legendre * | Radical  | 1 751 | 92,79 |  |  |  |
|          |                     |          |       |       |  |  |  |
| Inscrits | Inscrits            | Inscrits | 2 901 |       |  |  |  |
| Votants  | Votants             | Votants  | 1 887 | 65,05 |  |  |  |
| Exprimés | Exprimés            | Exprimés | 1 818 | 96,34 |  |  |  |

*sortant

#### Canton de Liffré
- Conseiller sortant : Joseph Gesbert (Radical), élu depuis 1911.

- Jean-Marie Pavy (Républicain de gauche) élu depuis 19001 est décédé le octobre/novembre 1911. Lors de la partielle qui est organisée le 10 décembre, Joseph Gesbert dit Le Pape (Républicain de gauche) est élu.

|          | Joseph Gesbert dit Le Pape * | Radical  | 1 819 | 92,90 |  |  |  |
|          |                              |          |       |       |  |  |  |
| Inscrits | Inscrits                     | Inscrits | 2 753 |       |  |  |  |
| Votants  | Votants                      | Votants  | 1 958 | 71,12 |  |  |  |
| Exprimés | Exprimés                     | Exprimés | 1 941 | 99,13 |  |  |  |

*sortant

#### Canton de Saint-Aubin-d'Aubigné
- Conseiller sortant : Paul Picard (Républicain de gauche), élu depuis 1907.

|          | Paul Picard * | Républicain de gauche | 2 783 | 95,97 |  |  |  |
|          |               |                       |       |       |  |  |  |
| Inscrits | Inscrits      | Inscrits              | 4 293 |       |  |  |  |
| Votants  | Votants       | Votants               | 2 900 | 67,55 |  |  |  |
| Exprimés | Exprimés      | Exprimés              | 2 783 | 95,97 |  |  |  |

*sortant

### Arrondissement de Saint-Malo

#### Canton de Cancale
- Conseiller sortant : Eugène Laîné (Républicain de gauche), élu depuis 1901 ne se représente pas.

|          | Jean Simon        | Républicain de gauche | 1 521 | 61,08 |  |  |  |
|          | Aristide Lehoërff | Républicain de gauche | 915   | 36,75 |  |  |  |
|          |                   |                       |       |       |  |  |  |
| Inscrits | Inscrits          | Inscrits              | 4 715 |       |  |  |  |
| Votants  | Votants           | Votants               | 2 564 | 54,38 |  |  |  |
| Exprimés | Exprimés          | Exprimés              | 2 490 | 97,11 |  |  |  |

*sortant

#### Canton de Combourg
- Conseiller sortant : Élie Gérard (Radical), élu depuis 1900 ne se représente pas.

|           | Léon Leroux | Radical  | 2 425 | 91,20 |  |  |  |
|           |             |          |       |       |  |  |  |
| Inscrits  | Inscrits    | Inscrits | 4 394 |       |  |  |  |
| Votants   | Votants     | Votants  | 2 659 | 60,51 |  |  |  |
| Exprimés  | Exprimés    | Exprimés | 2 442 | 91,84 |  |  |  |
| * Sortant |             |          |       |       |  |  |  |

#### Canton de Pleine-Fougères
- Conseiller sortant : Louis Guyon (Radical), élu depuis 1907.

|          | Louis Guyon | Radical  | 2 080 | 94,20 |  |  |  |
|          |             |          |       |       |  |  |  |
| Inscrits | Inscrits    | Inscrits | 3 943 |       |  |  |  |
| Votants  | Votants     | Votants  | 2 208 | 56,00 |  |  |  |
| Exprimés | Exprimés    | Exprimés | 2 124 | 96,20 |  |  |  |

*sortant

#### Canton de Saint-Servan
- Conseiller sortant : Théodule Lesage (Progressiste de gauche), élu depuis 1901.

|          | Théodule Lesage * | Progressiste de gauche | 1 561 | 92,75 |  |  |  |
|          |                   |                        |       |       |  |  |  |
| Inscrits | Inscrits          | Inscrits               | 2 940 |       |  |  |  |
| Votants  | Votants           | Votants                | 1 683 | 57,25 |  |  |  |
| Exprimés | Exprimés          | Exprimés               | 1 574 | 93,52 |  |  |  |

*sortant

### Arrondissement de Fougères
- Il doit y avoir au moins neuf conseillers par arrondissement, celui de Fougères ne comptant que six cantons, trois sièges sont ajoutés aux cantons les plus peuplés.

#### Canton de Fougères-Sud
- Conseiller sortant : Louis Durand (Conservateur) élu depuis 1889 et René de La Guerrande (Conservateur) élu depuis 1895.

|          | Louis Durand *         | Conservateur | 1 963 | 84,14 |  |  |  |
|          | René de La Guerrande * | Conservateur | 1 889 | 80,97 |  |  |  |
|          |                        |              |       |       |  |  |  |
| Inscrits | Inscrits               | Inscrits     | 4 222 |       |  |  |  |
| Votants  | Votants                | Votants      | 2 333 | 55,26 |  |  |  |
| Exprimés | Exprimés               | Exprimés     | 2 105 | 90,23 |  |  |  |

*sortant

#### Canton de Louvigné-du-Désert
- Conseiller sortant : Louis Coyer (Progressiste de gauche), élu depuis 1904.

|          | Louis Coyer * | Progressiste de gauche | 2 132 | 89,88 |  |  |  |
|          |               |                        |       |       |  |  |  |
| Inscrits | Inscrits      | Inscrits               | 3 145 |       |  |  |  |
| Votants  | Votants       | Votants                | 2 372 | 75,42 |  |  |  |
| Exprimés | Exprimés      | Exprimés               | 2 213 | 93,30 |  |  |  |

*sortant

#### Canton de Saint-Brice-en-Coglès
- Conseiller sortant : Victor Roussin (Radical), élu depuis 1883 ne se représente pas.

|          | André Fèvre | Radical  | 2 729 | 94,79 |  |  |  |
|          |             |          |       |       |  |  |  |
| Inscrits | Inscrits    | Inscrits | 3 949 |       |  |  |  |
| Votants  | Votants     | Votants  | 2 879 | 72,91 |  |  |  |
| Exprimés | Exprimés    | Exprimés | 2 845 | 98,82 |  |  |  |

*sortant

### Arrondissement de Vitré
- Il doit y avoir au moins neuf conseillers par arrondissement, celui de Vitré ne comptant que six cantons, trois sièges sont ajoutés aux cantons les plus peuplés.

#### Canton de Vitré-Ouest
- Conseiller sortant : Antoine de Villanfray (Conservateur), élu depuis 1904.

|          | Antoine de Villanfray * | Conservateur | 1 917 | 86,70 |  |  |  |
|          |                         |              |       |       |  |  |  |
| Inscrits | Inscrits                | Inscrits     | 3 353 |       |  |  |  |
| Votants  | Votants                 | Votants      | 2 211 | 65,94 |  |  |  |
| Exprimés | Exprimés                | Exprimés     | 1 971 | 89,15 |  |  |  |

*sortant

#### Canton de Châteaubourg
- Conseiller sortant : François Coudray (Conservateur), élu depuis 1895 ne se représente pas.

|          | François Rubin (de Domagné)      | Conservateur    | 785   | 53,47 |  |  |  |
|          | François Rubin (de Saint-Didier) | Action libérale | 617   | 42,03 |  |  |  |
|          |                                  |                 |       |       |  |  |  |
| Inscrits | Inscrits                         | Inscrits        | 1 805 |       |  |  |  |
| Votants  | Votants                          | Votants         | 1 532 | 84,88 |  |  |  |
| Exprimés | Exprimés                         | Exprimés        | 1 468 | 95,82 |  |  |  |

*sortant

#### Canton de Retiers
- Conseillers sortants : Évariste Lasne (Républicain de gauche) élu depuis 1910 et Jules Prime (Action libérale), élu depuis 1912.

- Lucien Harel (Républicain de gauche) élu depuis 1901 est décédé le en fin d'année 1910. Le 18 décembre 1910 lors de la partielle pour le remplacer Évariste Lasne (Républicain de gauche) est élu.

- Valentin Coudron (Républicain de gauche) élu depuis 1901 est décédé début avril 1912. Lors de la partielle du 2 juin Jules Prime (Action libérale) est élu.

|          | Félix Brochet    | Radical               | 1 722 | 52,89 |  |  |  |
|          | Évariste Lasne * | Républicain de gauche | 1 635 | 50,02 |  |  |  |
|          |                  |                       |       |       |  |  |  |
|          | Jules Prime      | Action libérale       | 1 609 | 49,22 |  |  |  |
|          | Mr Harel         | Action libérale       | 1 407 | 43,04 |  |  |  |
|          |                  |                       |       |       |  |  |  |
| Inscrits |                  |                       |       |       |  |  |  |
| Votants  |                  |                       |       |       |  |  |  |
| Exprimés | Exprimés         | Exprimés              | 3 269 |       |  |  |  |

*sortant
- Pas de PV, que l'avis du Conseil de Préfécture sur une réclamation.

### Arrondissement de Redon
- Il doit y avoir au moins neuf conseillers par arrondissement, celui de Redon ne comptant que sept cantons, deux sièges sont ajoutés à chacun des cantons les plus peuplés.

#### Canton de Bain-de-Bretagne
- Conseillers sortants : Francis Paitel (Radical), élu depuis 1901 et Jules Jouin (Radical), élu depuis 1907.

|          | Francis Paitel *     | Radical         | 2 020 | 52,71 |  |  |  |
|          | Jules Jouin *        | Radical         | 2 006 | 52,35 |  |  |  |
|          |                      |                 |       |       |  |  |  |
|          | Marie-René Delalande | Action libérale | 1 790 | 46,71 |  |  |  |
|          | Guillaume Le Tohic   | Action libérale | 1 767 | 46,11 |  |  |  |
|          |                      |                 |       |       |  |  |  |
| Inscrits | Inscrits             | Inscrits        | 5 176 |       |  |  |  |
| Votants  | Votants              | Votants         | 3 847 | 74,32 |  |  |  |
| Exprimés | Exprimés             | Exprimés        | 3 832 | 99,61 |  |  |  |

*sortant

#### Canton de Grand-Fougeray
- Conseiller sortant : Édouard Moisan (Conservateur), élu depuis 1895 qui ne se représente pas.

|          | Henri Joseph de Gouyon | Conservateur | 1 187 | 79,08 |  |  |  |
|          |                        |              |       |       |  |  |  |
| Inscrits | Inscrits               | Inscrits     | 2 318 |       |  |  |  |
| Votants  | Votants                | Votants      | 1 501 | 64,75 |  |  |  |
| Exprimés | Exprimés               | Exprimés     | 1 199 | 79,88 |  |  |  |

*sortant

#### Canton de Pipriac
- Conseiller sortant : Lionel Albert du Bouéxic de la Driennays (Conservateur), élu depuis 1901.

|          | Lionel Albert du Bouéxic de la Driennays * | Conservateur | 3 030 | 94,07 |  |  |  |
|          |                                            |              |       |       |  |  |  |
| Inscrits | Inscrits                                   | Inscrits     | 4 757 |       |  |  |  |
| Votants  | Votants                                    | Votants      | 3 221 | 67,71 |  |  |  |
| Exprimés | Exprimés                                   | Exprimés     | 3 030 | 94,07 |  |  |  |

*sortant

#### Canton du Sel-de-Bretagne
- Conseiller sortant : Joseph Martin (Radical), élu depuis 1889.

|          | Joseph Martin * | Radical  | 1 076 | 90,12  |  |  |  |
|          |                 |          |       |        |  |  |  |
| Inscrits | Inscrits        | Inscrits | 1 697 |        |  |  |  |
| Votants  | Votants         | Votants  | 1 194 | 70,36  |  |  |  |
| Exprimés | Exprimés        | Exprimés | 1 194 | 100,00 |  |  |  |

*sortant

### Arrondissement de Montfort
- Il doit y avoir au moins neuf conseillers par arrondissement, celui de Montfort ne comptant que cinq cantons, quatre sièges sont ajoutés aux quatre cantons les plus peuplés.

#### Canton de Bécherel
- Conseillers sortants : François Massot (Républicain de gauche), élu depuis 1910 et Constant Gendrot (Républicain de gauche), élu depuis 1907.

- Pierre Lemoine (Républicain de gauche) élu depuis 1892 est élu conseiller général en juillet 1910. Lors de la partielle du 4 septembre pour le remplacer, François Massot (Républicain de gauche) est élu.

|          | Constant Gendrot * | Républicain de gauche | 1 561 | 87,16 |  |  |  |
|          | François Massot *  | Républicain de gauche | 1 554 | 86,77 |  |  |  |
|          |                    |                       |       |       |  |  |  |
| Inscrits | Inscrits           | Inscrits              | 2 700 |       |  |  |  |
| Votants  | Votants            | Votants               | 1 791 | 66,33 |  |  |  |
| Exprimés | Exprimés           | Exprimés              | 1 701 | 94,98 |  |  |  |

*sortant

#### Canton de Plélan-le-Grand
- Conseillers sortants : Louis Oberthür (Conservateur), élu depuis 1910 et Emmanuel Pinson (Action libérale), élu depuis 1904.

- Jean Richard (Action libérale) élu depuis 1895 est décédé en septembre 1910. Lors de la partielle du 27 novembre, Louis Oberthür (Conservateur) est élu.

- Paul Cochet et Théophile Fleury se sont retirés avant le scrutin.

|          | Louis Oberthür *  | Conservateur          | 2 053 | 80,70 |  |  |  |
|          | Emmanuel Pinson * | Action libérale       | 2 025 | 79,60 |  |  |  |
|          |                   |                       |       |       |  |  |  |
|          | Paul Cochet       | Républicain de gauche | 253   | 10,46 |  |  |  |
|          | Théophile Fleury  | Républicain de gauche | 241   | 9,96  |  |  |  |
|          |                   |                       |       |       |  |  |  |
| Inscrits | Inscrits          | Inscrits              | 3 869 |       |  |  |  |
| Votants  | Votants           | Votants               | 2 544 | 65,75 |  |  |  |
| Exprimés | Exprimés          | Exprimés              | 2 420 | 95,13 |  |  |  |

*sortant